# Tylenchulidae
Famille
Les Tylenchulidae sont une famille de nématodes (les nématodes sont un embranchement de vers non segmentés, recouverts d'une épaisse cuticule et menant une vie libre ou parasitaire).

## Liste des sous-familles et genres
(vraisemblablement incomplète)
Selon NCBI (1 mars 2011) :
- sous-famille Paratylenchidae
  - genre Gracilacus
  - genre Paratylenchus
  - genre Tylenchocriconema
- sous-famille Tylenchulinae
  - genre Meloidoderita
  - genre Sphaeronema
  - genre Trophonema
  - genre Tylenchulus

Selon ITIS (1 mars 2011) :
- genre Sphaeronema
- genre Trophonema
- genre Trophotylenchulus
- genre Tylenchocriconema
- genre Tylenchulus